# Eobelinae
Los eobelinos (Eobelinae) son una subfamilia extinta de coleópteros curculionoideos de la familia Belidae que prosperaron en el Mesozoico pero que están totalmente extintos en la actualidad. Pertenecen a los bélidos o «gorgojos primitivos». Los bélidos sólo se encuentran actualmente en la región que va desde Australia-Nueva Guinea-Nueva Zelanda hacia el Sureste asiático, algunas islas del Pacífico, Sudamérica y Centroamérica y algunos pequeños lugares en África. Los eobélidos presentaban una distribución más extensa, encontrándose al menos en Asia Central, España y Brasil durante el Jurásico Superior y el Cretácico Inferior (aprox. 161-100 Ma).

## Descripción
Los eobelinos adultos son reconocibles por su cuerpo alargado y plano, rostro («hocico») más largo que la cabeza y el pronoto juntos. Como en otros bélidos, sus antenas eran rectas, no acodadas como en los verdaderos gorgojos (Curculionidae); se insertaban cerca del centro del rostro. La «frente» entre la base del rostro y los ojos presenta una marcada protuberancia externa. Las tibias de las patas centrales y posteriores poseen espuelas en sus puntas.
No se conocen sus larvas. Posiblemente se alimentaban de la madera y frutas de plantas enfermas, muertas o de madera muerta, siendo las plantas sanas menos importantes en su alimentación, como ocurre con los bélidos vivos. Dado que Araucariaceae son las plantas huésped de muchos de los antiguos linajes extintos de bélidos, es muy probable que Eobelinae utilizasen estas coníferas también. En efecto, las Araucariaceae florecieron al mismo tiempo que los Eobelinae, en tanto que la mayoría de las otras plantas huésped conocidas de los bélidos son angiospermas, un grupo cuyos primeros miembros primitivos (p.ej. Archaefructus) vivieron al mismo tiempo que los Eobelidae.

## Sistemática
Se sitúan a veces como la tribu Eobelini, pero las tribus de Belinae están atestiguadas en el Paleógeno; la irradiación de las subfamilias de Belidae tuvieron por lo tanto lugar probablemente más tarde dentro del Cretácico. Así pues, el tratamiento como subfamilia es más apropiado por el momento. Queda aún por ver no obstante si los Eobelinae como se circunscriben aquí son un grupo monofilético, o contienen miembros basales de las subfamilias extintas de bélidos también.
Géneros:
- Archaeorrhynchus Martynov, 1926 (Jurásico Tardío de Kazajistán)
- Belonotaris Arnoldi, 1977 (Jurásico Tardío de Kazajistán - Cretácico Temprano de Rusia)
- Davidibelus Zherikhin & Gratshev, 2004 (Cretácico Temprano de Brasil)
- Eobelus Arnoldi, 1977 (Jurásico Tardío de Kazajistán)
- Longidorsum Zhang, 1977 (Cretácico Temprano de China)
- Microprobelus Ming, Dong & Chungkun, 2006 (Cretácico Temprano de la Formación Yixian de Liaoning (China))
- Montsecbelus Zherikhin & Gratshev, 1997 (Cretácico Temprano de España)
- Probelopsis Arnoldi, 1977 (Jurásico Tardío de Kazajistán)
- Probelus Arnoldi, 1977 (Jurásico Tardío de la Cordillera Karatau (Kazajistán) - Cretácico Temprano de la Formación Yixian de Hebei (China))